# Угруциу (Салаж)
Угруциу (рум. Ugruțiu) насеље је у Румунији у округу Салаж у општини Драгу. Oпштина се налази на надморској висини од 324 m.

## Становништво
Према подацима из 2002. године у насељу је живело 95 становника, од којих су сви румунске националности.